# Nagyszentjános
Nagyszentjános é um município da Hungria, situado no condado de Győr-Moson-Sopron. Tem 30,3 km² de área e sua população em 2015 foi estimada em 1.791 habitantes.